# Quick, Draw!
《Quick, Draw!》(퀵, 드로!)는 구글이 개발한 온라인 게임의 하나로서, 플레이어가 사물이나 개념에 대한 그림을 그리면 인공신경망 인공지능을 사용하여 해당 낙서가 표현한 바를 추측하게 된다. AI는 각 낙서에서 학습하여 미래에 정확히 맞추는 능력을 키우게 된다. 이 게임은 플레이어가 그림을 그리는 시간에 제한(20초)이 있다는 면에서 Pictionary와 비슷하다. 추측하는 콘셉트는 "발"처럼 단순할 수 있으며 "동물의 이주"와 같이 더 복잡할 수도 있다. 이 게임은 'A.I. Experiments'라는 이름의 프로젝트의 일환으로서 AI 기반으로 구글이 만든 수많은 단순한 게임들 가운데 하나이다.